# 家园-A
家园-A（马提尼克克里奥尔语：Péyi-A）是马提尼克的一个左翼政党，成立于2019年2月3日，创始人是让·菲利普·尼洛（原为马提尼克独立运动成员）和马塞林·纳多。该党主张马提尼克从法国独立。在2022年法国总统选举中，该党支持让-吕克·梅朗雄。在2022年法国立法选举中，该党作为生态和社会人民新联盟的一部分参选。2024年，该党加入新人民阵线。